# Semić
Semić – wieś w Chorwacji, w żupanii istryjskiej, w gminie Lupoglav. W 2011 roku liczyła 94 mieszkańców.